# HD 37605
HD 37605 — звезда в созвездии Ориона на расстоянии около 140 световых лет от нас. Вокруг звезды обращаются, как минимум, две планеты.

## Характеристики
HD 37605 — звезда 8,69 звёздной величины; впервые в астрономической литературе упоминается в каталоге Генри Дрейпера, изданном в начале XX века. Она представляет собой старый оранжевый карлик (возрастом более 10 миллиардов лет) с массой около 80 % солнечной. Температура поверхности HD 37605 составляет приблизительно 5475 кельвинов.

## Планетная система
В 2004 году группой астрономов, работающих с данными, полученными телескопом Хобби-Эберли, было объявлено об открытии планеты HD 37605 b в системе. Это газовый гигант, обращающийся на расстоянии 0,28 а.е. от родительской звезды по вытянутой эллиптической орбите. Температура внешних слоёв атмосферы планеты чрезвычайно разогрета. Открытие HD 37605 b было совершено методом Доплера.
В 2012 году была открыта вторая планета в системе — HD 37605 c, орбита которой лежит намного дальше первой планеты. Она представляет собой также газовый гигант, однако температура её значительно ниже, чем у планеты b, и в этом плане она очень сходна с нашим Юпитером. Год на ней длится приблизительно 2720 суток.